# Eugeniusz Waszkiewicz
Eugeniusz Waszkiewicz (ur. 29 sierpnia 1890 w Czerniowcach na Ukrainie, zm. 20 listopada 1972 w Zielonej Górze) – polski strzelec sportowy, olimpijczyk z Paryża 1924.
Na igrzyskach olimpijskich w 1924 wystartował strzelaniu z karabinu dowolnego w pozycji dowolnej odległość 600 metrów indywidualnie zajmując 63. miejsce.